# یساقی (کردکوی)
یساقی روستایی در دهستان سدن رستاق شرقی بخش مرکزی شهرستان کردکوی استان گلستان ایران است.

## معرفی یساقی
شاه تپه بزرگ‌ترین و قدیمی‌ترین تپه‌های منطقه است که مساحت بالای تپه به سطح ۳ هکتار در آینده می‌تواند یکی از مناطق توریستی مهم مطرح شود.
اهالی این مرکز از برق سراسری استفاده می‌کنند شایان ذکر است که این مرکز دهستان اولین منطقه در شهرستان و استان بوده که در سال ۱۳۶۱ از نعمت گاز طبیعی بهره‌مند شده است.
یساقی با جمعیت ۷۰۰۰ نفر و ۱۵۰۰ خانه مسکونی و ۴۲ تن از جانباختگان جنگ هشت ساله و موقعیت جغرافیایی (صفر کیلومتری جاده ترانزیتی گرگان-تهران) و منطقه مهاجرپذیر و زمین‌های مساعد و دارای بیشترین امکانات شهری در مقابل روستاها یکی از بزرگ‌ترین روستاهای شهرستان کردکوی می‌باشد.
یساقی با تعداد حسینیه‌ها دارای ۱۰ مسجد و مکان مذهبی بوده و بقعه متبرکه امام زاده روشن آباد در ضلع جنوبی نقطه مذکور واقع است. و همین بقعه متبرکه امامزاده‌ها جمال و کمال در ضلع شمالی می‌باشد.
این مرکز قبل از انقلاب از فضای آموزشی دبستان و مدرسه راهنمایی و نیز مدرسه شبانه بوده است. و هم‌اکنون هم دارای همه رده‌های آموزشی (مدارس) می‌باشد. که جمعاً دارای ۲۰ واحد فرهنگی و آموزشی رسمی می‌باشد. درصد باسواد ۹۵٪ و بی سواد ۵٪ است.
همچنین شاه تپه یساقی در یک کیلومتری شمال یساقی با قدمت ۳۵۰۰ سال قرار دارد.

## جمعیت
بر پایه سرشماری عمومی نفوس و مسکن در سال ۱۳۹۵ جمعیت این روستا ۴٬۰۹۳ نفر (۱٬۳۷۸خانوار) بوده است.

## تاریخچه
کهن‌ترین سند پیرامون روستای یساقی متعلق به دوران شاه عباس صفوی و پیرامون بخشیدن مالیات این مردم این روستاست. این سند در موزه گرگان نگهداری می‌شود. متن آن چنین است.

هوالرحیم شاه عباس الحسینی
مقصود از تحریر این تقریر آنکه مبلغ چهار تومان که مقرری جماعت یساقی ولایتاستراباد داده می‌شد و داخل جمع ولایت مذکور بود به طریق سرشمار و خانه شمار از جماعت مذکور می‌گرفته‌اند و مراعی و مواشی ایشان منظور نمی‌شد… آن دو معنی موجب تفرقه ایشان گردیده از وطن جدا شده بودند بنای به ترفیه حال ایشان و تصدق فرق همایون مبلغ مذکور بدیشان بخشیده شد که من بعد از ایشان نستانند و آنچه مراعی و مواشی ایشان شود بطریق شمار مال ستانند توقع از حکام گرام آنکه بر این موجب عمل نمایند و تغییر دهنده به لعنت خدا گرفتار باد.

گرگان - شاه تپه {یساقی}
آرن معتقد بود که تمدن شاه تپه یساقی حدود ۳۵۰۰ سال پیش متروک و مجدداً محل سکونت تمدن جدید گردیده است. هم‌اکنون آثار منطقه تورنگ تپه و شاه تپه یساقی در موزه‌های سراسر جهان به ویژه در موزه ایران باستان و واحدهای سازمان میراث فرهنگی استان مازندران وجود دارد.
شاه تپه یساقی - سقال خاکستری شبیه قمقمه
تورنگ تپه حدود ۵۰۰۰ سال و شاه تپه یساقی بیش از ۳۰۰۰ سال قدمت دارند و آثار به جای مانده سفالی آنها نشانگر قدمت بیش از ۲۰۰۰ سال آنهاست.
که تمام این این تپه‌ها «تورنگ تپه - شاه تپه یساقی - تقر تپه کمال‌آباد» در مجاورت و نیز در مسیر دیوار دفاعی معروف گرگان (سد اسکندر) واقع شده است.
آثار به دست آمده از تورنگ تپه و شاه تپه یساقی نیز می‌تواند شاهدی بر این مدعا باشد که احتمال «اکروپل - ارک» حاکم برروی آن قرار داشت.
قلعه بزرگ یساقی «شاه تپه یساقی» در جنوب غربی گرگان واقع شده است و نقشه شهر آن مربع و هر ضلعش ۵۰۰۰ متر بوده است. دژ «اکروپل» شهر در قسمت شمال ۲۰ متر ارتفاع داشت. دارای دو دیوار دفاعی بوده که بین آنها خندقی کنده بودند. مصالح ساختمانی قلعه یساقی شاه تپه خشت به ابعاد ۵۰*۵۰*۵ بوده است. این قلعه از دوره اشکانی تا اوایل دوره اسلامی محل سکونت به حساب می‌آمد که اکنون روستایی به همین نام «یساقی» در مجاورت آن باقی است.
در پایان این سؤال مطرح می‌ماند که چرا تمدنی به وسعت تورنگ تپه و نیز تمدنی به وسعت شاه تپه یساقی «قلعه یساقی» از بین رفتند.

## اطلاعات آماری قدیم یساقی و پیشین کلاته
این قسمت به عهده کلانتری مرجوع می‌شود: سدن، انجیل آب، اوجابن، زنگی محله، سعدآباد قلندرمحله، آزادمحله، حشام آباد، لمسک، ورسن علیا، ورسن سفلی، للدوین، حیدرآباد سیدمیران، حاجی‌آباد، اسبومحله، کفشگیری، سرکلای جلو، شموشک، یساقی، پیشینکلاته، اسلام‌آباد شاهده، دنگلان، شوریان، نامن، قاسم‌آباد، مفیدآباد، گرجی محله، الوار، چارده، النگ، مهترکلاته، کردمحله (کردکوی)، بالاجاده، کلامو، چغر، میاندره، قلعه محمود و سرکلاخراب شهر.
جمع خالصه دیوانی استرآباد بیشترش از جمع سدن رستاق به عمل می‌آیند. هوایش در بعضی جاها از شهر استرآباد گرم تر است. کلیه اراضی سدن رستاق از جمله اراضی یساقی و پیشن کلاته و حومه بسیار قابل و حاصلخیز است و زراعتش شلتوک و پنبه و جو و گندم و ماش و غیره است. اغلب بنایش با چوب و بیشتر رعایا در کمه زندگی می‌کنند. کمه بنایی است که از چوب برپا می‌کنند و دور او را از چوب و ترکه با شاخ‌های مو پیچیده و روی آن گل مالیده و پوشش آن‌ها از گالی که چکن باشد پوشانده و ابداً آب ریزش ندارد. هر مردی از دهات یساقی و پیشین کلاته یک یابو بارکش دارد و اغلب خانه‌ها اسلحه دارند و مردم سدن رستاق در مجموع از استرآباد رستاق معمول ترند.
یساقی رعیتی است. آب شرب از قنات است. مالک آنجا سادات شهری و تعداد نفوس آن ۲۲۴ نفر است.
پیشنکلاته رعیتی است. از مال وارثه محمدخان کردمحله‌ای، آب شرب از یک رشته قنات است. دهی است مخروبه که سرحد یساقی واقع شده است. تعداد نفوس آن ۴۹ نفر است.

## مناطق دیدنی یساقی

### شاه تپه
آثار به جای مانده از غار «هوتو» و «کمربند» در شاه تپه یساقی حکایت از زندگی ماقبل تاریخ دارد. در تاریخ طبرستان از ورود آریایی‌ها و وجود تمدن پیشرفته غار هوتو و کمربند سخن رفت در همین دوران تمدن شاه تپه یساقی (۱۶ کیلومتری غرب گرگان) نیز شکوفا بوده که عده‌ای از مورخان و باستان شناسان آن را متعلق به عصر نوسنگی می‌دانند. در گرگان حدود ۳۱۰ منطقه و تپه باستانی به ثبت رسیده است که شاه تپه یساقی یکی از مهم‌ترین آنهاست. آثار به جای مانده از آن‌ها حکایت از تمدن ماقبل تاریخ دارد؛ یعنی حدود ۵۰۰۰ سال پیش این آثار توسط هیئت مختلف خارجی (فرانسوی، سوئدی و آمریکایی) کندوکاو و کشف شده است. عده‌ای هم معتقدند شباهت‌های زیادی بین آثار تورنگ تپه و شاه تپه یساقی و گنج تپه خردین قزوین وجود دارد.
به سال ۱۳۱۱ شمسی یک هیئت باستان‌شناس سوئدی که به سرپرستی پروفسور «ج. آرن» رئیس مدرسه «آن توروپولوژی» سوئد در شاه تپه یساقی آثاری به دست آورد از جمله ۱۱ جمجمه از شاه تپه یساقی متعلق به ۴۵۰۰ سال پیش با مشخصات لیکسفال به اندیس ۷۲ تا ۷۹ بود.

### آب بندان
این آب بندان که از دو قسمت تشکیل و در کنار شاه تپه یساقی قرار دارد، وسعت آن ۳۵ هکتار می‌باشد. در تمام ایام سال در کنار طبیعت زیبای شاه تپه و درختان انار وحشی، جلوه خاصی به یساقی بخشیده است. همه روزه پذیرای اهالی و دیگر قشرها از جاهای دیگر می‌باشد.